# イバン・ソーサ
イバン・ソーサ（Iván Ramiro Sosa Cuervo、1997年10月31日 - ）はコロンビア出身の自転車競技選手。 

## 幼少期とアマチュアの経歴
ソーサはコロンビア首都ボゴタ近くにあるアンデス山脈地方の標高の高い町、クンディナマルカ県パスカ市の農家に生まれた。サイクリングファンである彼の父は、彼が賞賛したコロンビアのサイクリストであるイヴァン・パーラに因んで、息子にイヴァンという名前を付けた。 
ホハン・ガルシアの従兄弟であり 、コロンビアのサイクリストであるエガン・ベルナルとは親友。 
2016年初めにコロンビアからイタリアの エンポリに移住し、アマチュアチーム「Maltinti Lampadari-Banca di Cambiano」に所属。
6月に行われた第79回Schio-Ossario del Pasubioで初勝利を上げた。 

## 経歴

### 2017年
イタリアのプロコンチネンタルチーム「アンドローニ・ジョカットーリ・シデルメク」に2017年から2年間所属する契約を、2016年に締結。 

### 2018年
1月に、Vuelta alTáchiraの第4ステージでプロとして初勝利を上げた。２月に行われたコロンビアのステージレース「ツアー・コロンビア」では総合6位の結果を残した。   
4月のツアー・オブ・ジ・アルプスでは、クリス・フルーム 、 ティボー・ピノ、ファビオ・アルといった有力選手達が参加していたにもかかわらず、最初の2つの山岳ステージを共に3位でゴールし、翌日は総合リーダージャージを身に着けた。 しかし、第3ステージでの下りの場面でオートバイを含むクラッシュに巻き込まれ、リーダージャージを失い、第５ステージでリタイア。 
ツアー・オブ・ジ・アルプスで印象的な走りを見せたが、チームマネージャーのジャンニ・サヴィオは、ソーサをジロ・デ・イタリアのチームメンバーに選ばなかった。これについて「才能を発見し、少しずつ発展させ続けること」が彼の哲学であると説明した。「フルームやアルのような偉大なチャンピオンが出場したとはいえ、ツアー・オブ・ジ・アルプスはわずか５日間のレースであり、距離も短いものでした。国際的な経験のない20歳の若い選手が、200キロ以上のステージを持つジロ・デ・イタリアのような3週間のレースで走ることとは、また別です。」とサヴィオは説明した。
その代わり、6月上旬に行われたルーマニアのステージレースであるツアー・オブ・ビホルにチームの一員として出場し、ステージ１勝と総合優勝、新人賞を獲得。 
同じ月の後半に、初開催となるイタリアのステージレース「アドリアティカ・イオニカレース」でも、ステージ１勝と総合優勝、新人賞を獲得した。 
その後、７月のシビウ・サイクリングツアーでは、総合・山岳・ポイント・新人賞の４賞ジャージを独占。 
８月のブエルタ・ア・ブルゴスでも総合・山岳・新人賞のジャージを獲得する活躍を見せた。 

#### ワールドチーム移籍騒動
ソーサは当初、2019年からトレック・セガフレードと2年間の契約を行い 、トレックはソーサのリリース条項として12万ユーロを当時の所属チームであるアンドローニ・ジョカットーリに支払った。
しかし、チームからの最初のプレスリリースと、ソーサ自身からのビデオメッセージが公開された後に、Alberati Fondriest Cycling Academy（ソーサの最初の代理人）と、ジュゼッペ･アクアドロの間で論争が起きた 。アクアドロはソーサの新たな代理人となり、トレックに対し契約を行わないことを主張した。
アンドローニ・ジョカットーリはリリース条項の金額をトレックに返済し、2018年11月下旬、 ソーサが3年間の契約をチーム・スカイと結んだことを発表した。 

## 主な結果

### 2017
- ツアー・オブ・ビホル（英語版）　総合３位、 新人賞
- ブエルタ・ア・タチラ（英語版）　 新人賞

### 2018
- ブエルタ・ア・ブルゴス　 総合優勝、 山岳賞、 新人賞、区間優勝（第5ステージ）
- アドリアティカ・イオニカレース（英語版）　 総合優勝、 新人賞、区間優勝（第3ステージ）
- シビウ・サイクリングツアー　 総合優勝、 山岳賞、 ポイント賞、 新人賞、区間優勝（第1ステージ）
- ツアー・オブ・ビホル（英語版）　 総合優勝、 新人賞、区間優勝（第2ステージ）
- ツール・ド・ラブニール　総合６位、区間優勝（第7ステージ）
- ブエルタ・ア・タチラ（英語版）　区間優勝（第4ステージ）

### 2019
- ツアー・コロンビア（英語版）　総合２位、 山岳賞
- ルート・ドクシタニー　ヤングライダー賞（第3ステージ優勝）
- ブエルタ・ア・ブルゴス　 総合優勝、 山岳賞、 新人賞、区間優勝（第3、5ステージ）

### 2020
- ブエルタ・ア・ブルゴス　区間優勝（第5ステージ）

### 2021
- ツール・ド・ラ・プロヴァンス　 総合優勝、 ヤングライダー賞（第3ステージ優勝）

### 2022
- グラン・カミーニョ（英語版）  山岳賞
- ブエルタ・アストゥリアス・フリオ・アルバレス・メンド  総合優勝（第2ステージ優勝）
- ツール・ド・ランカウイ  総合優勝（第3ステージ優勝）